# Gare de Freistroff
La gare de Freistroff est une gare ferroviaire française de la ligne de Metz-Ville à la frontière allemande vers Überherrn située sur le territoire de la commune de Freistroff dans le département de la Moselle, en région Grand Est.
C'était une halte voyageurs de la Société nationale des chemins de fer français (SNCF) desservie par des trains TER Grand Est.

## Situation ferroviaire
Établie à 236 mètres d'altitude, la gare de Freistroff est située au point kilométrique (PK) 32,978 de la ligne de Metz-Ville à la frontière allemande vers Ueberherrn, entre les gares d'Anzeling et de Bouzonville.

## Service des voyageurs

### Accueil
Arrêt Routier  SNCF, c'est un point d'arrêt non géré (PANG) à accès libre.

### Desserte
Freistroff était desservie par les trains TER Grand Est qui effectuent des missions entre les gares de Thionville et de Bouzonville.

### Intermodalité
Le stationnement des véhicules est possible à proximité. Elle est desservie par des autocars TER Grand Est (ligne Thionville - Bouzonville - Creutzwald gare routière).